# Ендрю Норвал Робінсон
Ендрю Норвал Робінсон (англ. Andrew Norwell Robinson; нар. 1946) — канадський дипломат. Надзвичайний і Повноважний Посол Канади в Україні.

## Біографія
Народився у 1946 році у м. Баррі, провінція Онтаріо. У 1967-му закінчив університет Трент, у 1969-му — університет Квінз.
З 1975 по 1976 — заступник директора відділу Північно-Західної Європи МЗС Канади.
З 1976 по 1980 — перший секретар з питань культури, перший секретар з політики та економіки Посольства Канади у Великій Британії.
З 1980 по 1982 — радник і консул Посольства Канади в Лівані.
З 1982 по 1985 — заступник директора відділу політичного та інформаційного аналізу МЗС Канади.
З 1985 по 1988 — радник і консул Посольства Канади в Єгипті.
З 1988 по 1990 — директор управління Близького Сходу МЗС Канади.
З 1990 по 1991 — директор робочої групи з питань кризи у Перській затоці.
З 1991 по 1992 — директор управління Близького Сходу МЗС Канади.
З 1992 по 1995 — Посол Канади в Йорданському Хашимітському Королівстві.
У 1995 — директор управління Близького Сходу МЗС Канади.
З 1995 по 1996 — генеральний директор управління Близького Сходу МЗС Канади.
З 1996 по 2000 — брав участь у координації мирного процесу на Близькому Сході.
З 2000 по 2001 — генеральний директор управління Африки МЗС Канади.
З 08.2001 по 08.2005 — Надзвичайний і Повноважний Посол Канади в Україні.